# Dahlia cuspidata
Dahlia cuspidata là một loài thực vật có hoa trong họ Cúc. Loài này được Saar, P.D.Sørensen & Hjert. mô tả khoa học đầu tiên năm 2003.